# 富宁薹草
富宁薹草（学名：Carex funingensis）是莎草科薹草属的植物。分布在中国大陆的云南东南部等地，生长于海拔1,100米的地区，一般生长在密林下，目前尚未由人工引种栽培。
其种加词“funingensis”意为“云南富宁的”。
现接受名为短尖薹草（Carex brevicuspis C.B.Clarke, 1903）。